# Strychnos duckei
Strychnos duckei là một loài thực vật có hoa trong họ Mã tiền. Loài này được Krukoff & Monach. miêu tả khoa học đầu tiên năm 1946.